# Hervé Faure
Pour les articles homonymes, voir Faure.
Hervé Faure, né le 20 juillet 1976 à Privas en France, est un triathlète professionnel français, spécialiste des triathlons sur longue distance. Il est vainqueur sur triathlon Ironman et détendeur du record sur l'Embrunman.

## Biographie

### Jeunesse
Hervé Faure commence le triathlon à l'âge de 14 ans et devient professionnel en 2005. Il signe sa première licence au club de Loriol, puis il défend successivement les couleurs des clubs de Valence, de Montélimar, Tricastin et d'Aix-en-Provence pendant 10 ans. En 2012 il se licencie au club de Privas. Il est également militaire au 40e régiment d’artillerie de Suippes.

### Carrière
En 2005, il remporte le 1er Ironman France organisé à Nice. Semi-professionnel jusqu'à cette victoire, ce premier succès international lance sa carrière professionnelle. Il participe cinq fois à cette compétition et finit quatre fois sur le podium.
En 2007, il remporte pour la deuxième fois consécutive l’Embrunman à l'issue d'une course à rebondissements où il compte jusqu'à huit minutes de retard sur la tête, menée par le champion du monde français Julien Loy qui impose un rythme soutenu. Ce dernier, victime d'une défaillance dans la seconde partie du parcours vélo, voit revenir sur lui Hervé Faure, Xavier Le Floch et François Chabaud notamment. Julien Loy renonce au départ du marathon ainsi que François Chabaud, victime d'une douleur physique. Il prend alors la tête de la compétition, en gérant son avance et son effort. Il termine avec 18 minutes d'avance sur le second Patrick Bringer et établit un nouveau record de l'épreuve.
En août 2011, il remporte pour la troisième fois de sa carrière l’Embrunman en 9 h 34 min 10 s et établit de nouveau le record de l’épreuve. Troisième à l'issue de la seconde transition, il refait son retard sur la deuxième boucle du marathon et dépasse, à 10 kilomètres de l’arrivée, son compatriote Julien Loy.

## Palmarès
Le tableau présente les résultats les plus significatifs obtenus sur le circuit national et international de triathlon depuis 2004.
| Année | Compétition                           | Position | Temps            |
| ----- | ------------------------------------- | -------- | ---------------- |
| 2014  | Embrunman                             |          | 10 h 14 min 35 s |
| 2013  | Championnat de France longue distance |          | 4 h 9 min 33 s   |
| 2013  | Embrunman                             |          | 9 h 54 min 32 s  |
| 2013  | Triathlon EDF Alpe d’Huez             |          | 5 h 54 min 38 s  |
| 2012  | Championnat de France longue distance |          | 4 h 13 min 13 s  |
| 2011  | Embrunman                             |          | 9 h 34 min 10 s  |
| 2009  | Embrunman                             |          | 9 h 49 min 8 s   |
| 2009  | Ironman France                        |          | 8 h 40 min 55 s  |
| 2008  | Ironman France                        |          | 8 h 41 min 40 s  |
| 2007  | Embrunman                             |          | 9 h 48 min 58 s  |
| 2006  | Embrunman                             |          | 9 h 54 min 31 s  |
| 2006  | Championnat de France longue distance |          | 6 h 16 min 26 s  |
| 2006  | Ironman France                        |          | Timing           |
| 2005  | Ironman France                        |          | 8 h 49 min 6 s   |
| 2005  | Ironman 70.3 Monaco                   |          | 4 h 36 min 2 s   |
| 2004  | Ironman France (Gérardmer)            |          | 8 h 53 min 8 s   |